# Drago Vinko Gojanovic
Drago Vinko Gojanovic (1950, 12 de septiembre de 1973) fue un militante comunista chileno de origen croata asesinado por agentes de la dictadura de Pinochet el 12 de septiembre de 1973.

## Biografía
Nacido en 1950, hasta el 11 de septiembre de 1973 se desempeñaba como chofer de la embajada de la República Democrática Alemana en Santiago. El día del golpe de Estado fue uno de los pocos en defender a la primera dama de la Nación, doña Hortensia Bussi, del ataque y bombardeo del ejército y la fuerza aérea de Chile, contra la residencia personal del presidente Salvador Allende, en la Avenida Tomás Moro en la comuna de Las Condes.

## Asesinato
Fue detenido el día 12 de septiembre  de 1973 por una patrulla militar en la residencia de sus padres, siendo trasladado luego a su hogar para ser allanado, finalmente fue llevado con paradero desconocido, siendo ejecutado el mismo día fuera de todo proceso judicial. Su cuerpo fue arrojado por los militares en la intersección de la  Avenida Tabancura y Av. Kennedy de la capital chilena. 